# David Paton
David Paton (29 de octubre de 1949, Edimburgo , Escocia) es un bajista y guitarrista, principalmente con tres diferentes bandas: Pilot, The Alan Parsons Project y Camel.

## Trayectoria
Fue miembro de una primera versión de Bay City Rollers. En la década de 1980 fue conocido por sus trabajos con Elton John en álbumes de estudio y giras alrededor del mundo. Otros créditos incluyen el bajo y coros para varios registros y a finales de 1990, numerosos discos de Rick Wakeman. En 1984, fue miembro de Keats. Su primer álbum como solista fue lanzado en 1991, titulado Pasiones Cry, y segundo álbum No Ties No Strings fue lanzado en 2003. Sus aficiones incluyen la pesca de alta mar, ir en bicicleta y la meditación. Ahora vive en España.